# Multisource File Transfer Protocol
En computación, Multisource File Transfer Protocol (MFTP) es un protocolo diseñado con el propósito de intercambio de archivos. Sigue aún en desarrollo. Este es el protocolo de comunicación usado por clientes como eMule y eDonkey y, en su implementación extendida, por la red Overnet.

## Características
Además de ser capaz de buscar por el nombre del archivo, MFTP es capaz de identificar archivos únicos basado en sus contenidos, sin tener en cuenta como se llamen en cada computador individual. También tiene administración de ancho de banda (conocido como resistencia leech) integrada al protocolo, y cada cliente maduro conocido permite al usuario ajustar prioridades de archivo y subida de un usuario. También es posible compartir metadatos de un archivo con enlaces a sitios web (como: este archivo es bueno, este archivo esta corrupto, este archivo no es lo que indica el nombre); en este caso, los archivos son identificados con sus números hash MD4 (que son consistentes) en lugar de sus nombres de archivo (que variaran frecuentemente de un computador al siguiente).
El protocolo aún esta en desarrollo, por eso funciones adicionales y otras mejoras aún son posibles. Existen varios forks únicos del protocolo: EDonkey2000 implementó lo que llamó "acaparamiento" de recursos, eMule usa un sistema de créditos, y xMule ha extendido el sistema de créditos para facilitar la transferencia de archivos poco frecuentes. Recientemente se ha anunciado que MFTP ha sido usado exitosamente en el proyecto Internet2, consiguiendo excelentes resultados en términos de velocidad y confiabilidad cuando se transfieren o intercambian archivos.

## Proyectos que utilizan MFTP
- EDonkey2000
- Overnet
- eMule
- aMule
- Hydranode